# Macphersonite
La macphersonite è un minerale.